# جنتس بارك (باركشير)
جنتس بارك (بالإنجليزية: Jennett's Park)‏ هي قرية تقع في إنجلترا في جنوب شرق إنجلترا.